# Midea (nimfa)
Midea o Mídea (en grec antic: Μίδεια o Μιδέα), segons la mitologia grega, és el nom d'una nimfa de Beòcia estimada per Posidó amb qui va tenir un fill anomenat Aspledó.
Pausanias esmenta uns versos de Quèrsias, un poeta del que no en quedava gairebé cap memòria escrita al seu temps:
| « | De Posidó i de la il·lustre Midea va néixer Aspledó, en una ampla ciutadella. | » |

Aspledó va fundar la ciutat d'Aspledon, que Homer menciona al "Catàleg de les naus" a la Ilíada, situada a 20 estadis de distància d'Orcomen. i Midea va fundar la ciutat del seu nom.